# Džundži Nišikava
Džundži Nišikava (japonsko 西川 潤之), japonski nogometaš, * 29. junij 1907.
Za japonsko reprezentanco je odigral dve uradni tekmi.